# Ayşehoca, Kozan
Ayşehoca là một xã thuộc huyện Kozan, tỉnh Adana, Thổ Nhĩ Kỳ. Dân số thời điểm năm 2009 là 594 người.